# Bredhövdad kornlöpare
Bredhövdad kornlöpare (Amara consularis) är en skalbaggsart som först beskrevs av Caspar Erasmus Duftschmid 1812.  Bredhövdad kornlöpare ingår i släktet Amara, och familjen jordlöpare. Arten är reproducerande i Sverige.

## Bildgalleri

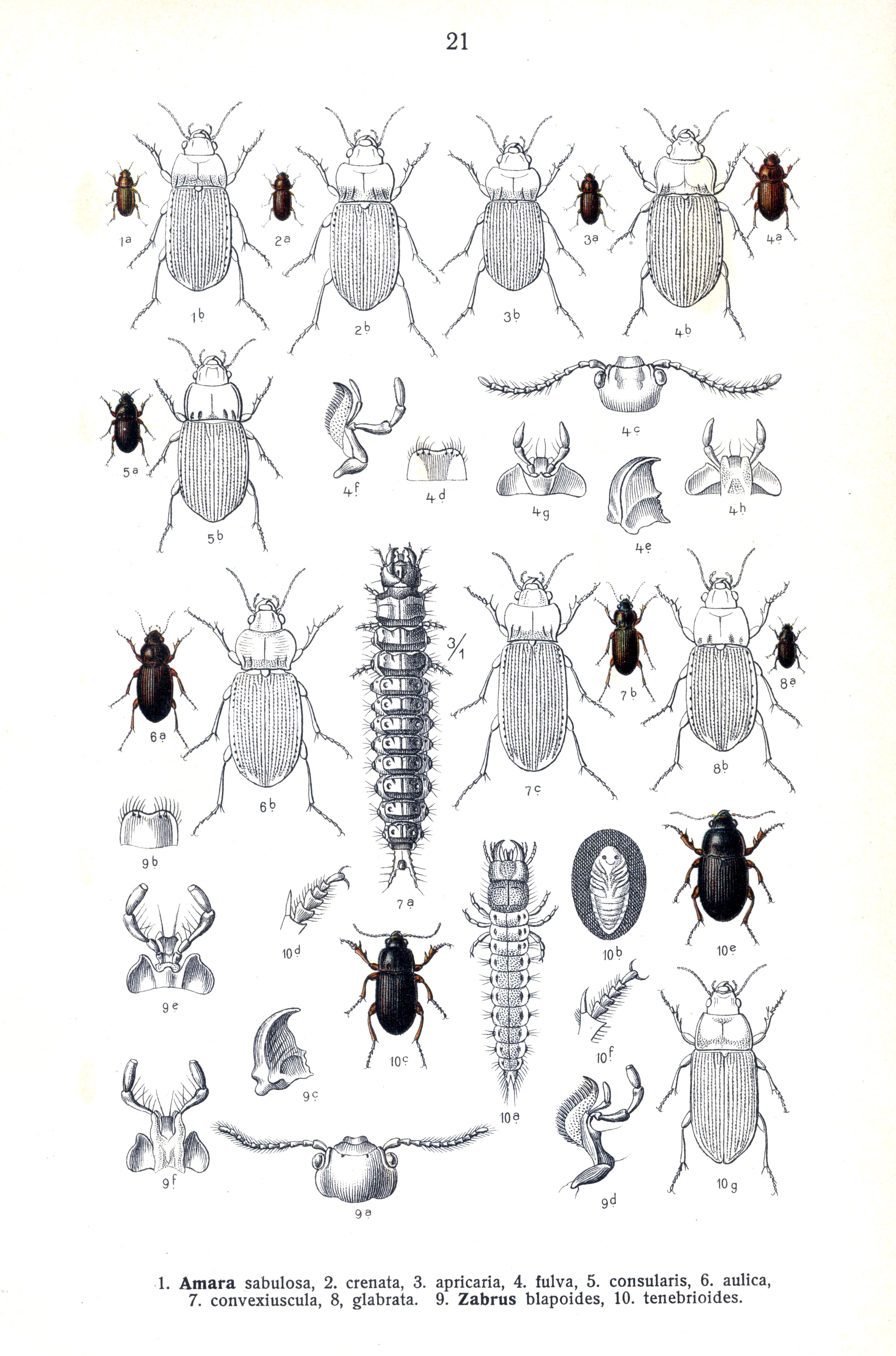
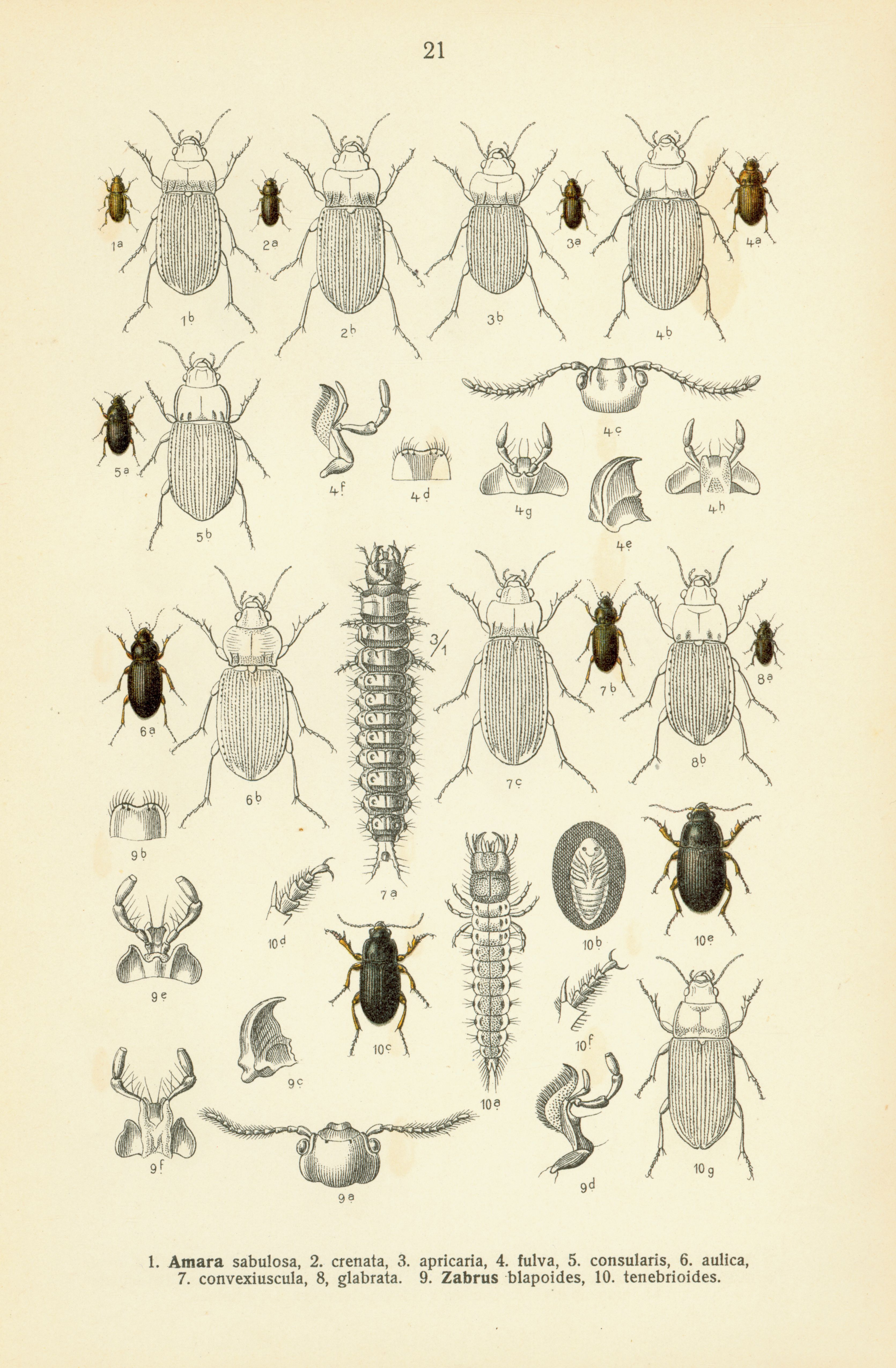